# Lijst van Deense ministers van Economische Zaken
Hieronder volgt een lijst van ministers van Economische Zaken van Denemarken (Deens: Økonomiminister), alsmede een lijst van Deense ministers van Industrie en Handel.

## Ministers van Economische Zaken van Denemarken (1982–heden)
| Minister van Economische Zaken | Minister van Economische Zaken | Minister van Economische Zaken      | Ambtstermijn      | Ambtstermijn      | Partij(en)                       | Premier(s)                          | Kabinet(en)                                   | Overige functie(s)               |
| ------------------------------ | ------------------------------ | ----------------------------------- | ----------------- | ----------------- | -------------------------------- | ----------------------------------- | --------------------------------------------- | -------------------------------- |
|                                |                                | Anders Ejnar Andersen (1912–2006)   | 10 september 1982 | 10 september 1987 | VDL                              | Poul Schlüter (1982–1993)           | Schlüter I                                    |                                  |
|                                |                                | Knud Enggaard (1929)                | 10 september 1987 | 4 juni 1988       | VDL                              | Poul Schlüter (1982–1993)           | Schlüter II                                   |                                  |
|                                | Niels Helveg Petersen          | Niels Helveg Petersen (1939–2017)   | 4 juni 1988       | 18 december 1990  | RV                               | Poul Schlüter (1982–1993)           | Schlüter III                                  |                                  |
|                                | Anders Fogh Rasmussen          | Anders Fogh Rasmussen (1953)        | 18 december 1990  | 20 november 1992  | VDL                              | Poul Schlüter (1982–1993)           | Schlüter IV                                   | Minister voor Belastingen        |
|                                | Thor Pedersen                  | Thor Pedersen (1945)                | 20 november 1992  | 25 januari 1993   | VDL                              | Poul Schlüter (1982–1993)           | Schlüter IV                                   | Minister voor Belastingen        |
|                                | Marianne Jelved                | Marianne Jelved (1943)              | 25 januari 1993   | 27 november 2001  | RV                               | Poul Nyrup Rasmussen (1993–2001)    | P.N. Rasmussen I                              |                                  |
| P.N. Rasmussen II              | Marianne Jelved                | Marianne Jelved (1943)              | 25 januari 1993   | 27 november 2001  | RV                               | Poul Nyrup Rasmussen (1993–2001)    | Minister voor Noorse Samenwerking (1994–2001) |                                  |
| P.N. Rasmussen III             | Marianne Jelved                | Marianne Jelved (1943)              | 25 januari 1993   | 27 november 2001  | RV                               | Poul Nyrup Rasmussen (1993–2001)    | Minister voor Noorse Samenwerking (1994–2001) |                                  |
| P.N. Rasmussen IV              | Marianne Jelved                | Marianne Jelved (1943)              | 25 januari 1993   | 27 november 2001  | RV                               | Poul Nyrup Rasmussen (1993–2001)    | Minister voor Noorse Samenwerking (1994–2001) |                                  |
|                                | Bendt Bendtsen                 | Bendt Bendtsen (1954)               | 27 november 2001  | 8 september 2008  | DKF                              | Anders Fogh Rasmussen (2001–2009)   | A.F. Rasmussen I                              | Minister van Industrie en Handel |
| A.F. Rasmussen II              | Bendt Bendtsen                 | Bendt Bendtsen (1954)               | 27 november 2001  | 8 september 2008  | DKF                              | Anders Fogh Rasmussen (2001–2009)   |                                               | Minister van Industrie en Handel |
| A.F. Rasmussen III             | Bendt Bendtsen                 | Bendt Bendtsen (1954)               | 27 november 2001  | 8 september 2008  | DKF                              | Anders Fogh Rasmussen (2001–2009)   |                                               | Minister van Industrie en Handel |
|                                | Lene Espersen                  | Lene Espersen (1965)                | 8 september 2008  | 23 februari 2010  | DKF                              | Anders Fogh Rasmussen (2001–2009)   | Minister van Industrie en Handel              |                                  |
| DKF                            | Lene Espersen                  | Lene Espersen (1965)                | 8 september 2008  | 23 februari 2010  | Lars Løkke Rasmussen (2009–2011) | L.L. Rasmussen I                    | Minister van Industrie en Handel              |                                  |
|                                | Brian Mikkelsen                | Brian Mikkelsen (1966)              | 23 februari 2010  | 3 oktober 2011    | Lars Løkke Rasmussen (2009–2011) | L.L. Rasmussen I                    | DKF                                           | Minister van Industrie en Handel |
|                                | Margrethe Vestager             | Margrethe Vestager (1968)           | 3 oktober 2011    | 1 september 2014  | RV                               | Helle Thorning- Schmidt (2011–2015) | Thorning- Schmidt I                           | Minister van Binnenlandse Zaken  |
| Thorning- Schmidt II           | Margrethe Vestager             | Margrethe Vestager (1968)           | 3 oktober 2011    | 1 september 2014  | RV                               | Helle Thorning- Schmidt (2011–2015) |                                               | Minister van Binnenlandse Zaken  |
|                                | Morten Østergaard              | Morten Østergaard (1976)            | 1 september 2014  | 28 juni 2015      | RV                               | Helle Thorning- Schmidt (2011–2015) | Minister van Binnenlandse Zaken               |                                  |
| Vacant                         | Vacant                         | Vacant                              | Vacant            | Vacant            | Vacant                           | Lars Løkke Rasmussen (2015–2019)    | L.L. Rasmussen II                             |                                  |
|                                | Simon Emil Ammitzbøll-Bille    | Simon Emil Ammitzbøll- Bille (1977) | 28 november 2016  | 27 juni 2019      | LA                               | Lars Løkke Rasmussen (2015–2019)    | L.L. Rasmussen III                            | Minister van Binnenlandse Zaken  |
| Vacant                         | Vacant                         | Vacant                              | Vacant            | Vacant            | Vacant                           | Mette Frederiksen (2019–heden)      | Frederiksen I                                 |                                  |
|                                | Troels Lund Poulsen            | Troels Lund Poulsen (1976)          | 15 december 2022  | 22 augustus 2023  | VDL                              | Mette Frederiksen (2019–heden)      | Frederiksen II                                |                                  |
|                                | Jakob Ellemann-Jensen          | Jakob Ellemann- Jensen (1973)       | 22 augustus 2023  | 23 oktober 2023   | VDL                              | Mette Frederiksen (2019–heden)      | Frederiksen II                                |                                  |
|                                | Troels Lund Poulsen            | Troels Lund Poulsen (1976)          | 23 oktober 2023   | 23 november 2023  | VDL                              | Mette Frederiksen (2019–heden)      | Frederiksen II                                |                                  |
|                                | Stephanie Lose                 | Stephanie Lose (1982)               | 23 november 2023  | heden             | VDL                              | Mette Frederiksen (2019–heden)      | Frederiksen II                                |                                  |

## Ministers van Industrie en Handel van Denemarken (1982–heden)
| Minister van Industrie en Handel | Minister van Industrie en Handel | Minister van Industrie en Handel | Ambtstermijn      | Ambtstermijn     | Partij(en)                       | Premier(s)                          | Kabinet(en)                    | Overige functie(s)             |
| -------------------------------- | -------------------------------- | -------------------------------- | ----------------- | ---------------- | -------------------------------- | ----------------------------------- | ------------------------------ | ------------------------------ |
|                                  |                                  | Ib Stetter (1917–1997)           | 10 september 1982 | 12 maart 1986    | DKF                              | Poul Schlüter (1982–1993)           | Schlüter I                     |                                |
|                                  |                                  | Nils Wilhjelm (1936–2018)        | 12 maart 1986     | 1 december 1989  | DKF                              | Poul Schlüter (1982–1993)           | Schlüter I                     |                                |
| DKF                              | Schlüter II                      | Nils Wilhjelm (1936–2018)        | 12 maart 1986     | 1 december 1989  |                                  | Poul Schlüter (1982–1993)           |                                |                                |
| DKF                              | Schlüter III                     | Nils Wilhjelm (1936–2018)        | 12 maart 1986     | 1 december 1989  |                                  | Poul Schlüter (1982–1993)           |                                |                                |
|                                  |                                  | Anne Birgitte Lundholt (1952)    | 1 december 1989   | 25 januari 1993  | DKF                              | Poul Schlüter (1982–1993)           |                                |                                |
| DKF                              | Schlüter IV                      | Anne Birgitte Lundholt (1952)    | 1 december 1989   | 25 januari 1993  |                                  | Poul Schlüter (1982–1993)           |                                |                                |
|                                  |                                  | Mimi Jakobsen (1948)             | 25 januari 1993   | 30 december 1996 | CD                               | Poul Nyrup Rasmussen (1993–2001)    | P.N. Rasmussen I               |                                |
| P.N. Rasmussen II                |                                  | Mimi Jakobsen (1948)             | 25 januari 1993   | 30 december 1996 | CD                               | Poul Nyrup Rasmussen (1993–2001)    |                                |                                |
|                                  |                                  | Jan Trøjborg (1955–2012)         | 30 december 1996  | 24 maart 1998    | SD                               | Poul Nyrup Rasmussen (1993–2001)    | P.N. Rasmussen III             |                                |
|                                  |                                  | Pia Gjellerup (1959)             | 24 maart 1998     | 20 december 2000 | SD                               | Poul Nyrup Rasmussen (1993–2001)    | P.N. Rasmussen IV              |                                |
|                                  | Ole Stavad                       | Ole Stavad (1949)                | 20 december 2000  | 27 november 2001 | SD                               | Poul Nyrup Rasmussen (1993–2001)    | P.N. Rasmussen IV              |                                |
|                                  | Bendt Bendtsen                   | Bendt Bendtsen (1954)            | 27 november 2001  | 8 september 2008 | DKF                              | Anders Fogh Rasmussen (2001–2009)   | A.F. Rasmussen I               | Minister van Economische Zaken |
| A.F. Rasmussen II                | Bendt Bendtsen                   | Bendt Bendtsen (1954)            | 27 november 2001  | 8 september 2008 | DKF                              | Anders Fogh Rasmussen (2001–2009)   |                                | Minister van Economische Zaken |
| A.F. Rasmussen III               | Bendt Bendtsen                   | Bendt Bendtsen (1954)            | 27 november 2001  | 8 september 2008 | DKF                              | Anders Fogh Rasmussen (2001–2009)   |                                | Minister van Economische Zaken |
|                                  | Lene Espersen                    | Lene Espersen (1965)             | 8 september 2008  | 23 februari 2010 | DKF                              | Anders Fogh Rasmussen (2001–2009)   | Minister van Economische Zaken |                                |
| DKF                              | Lene Espersen                    | Lene Espersen (1965)             | 8 september 2008  | 23 februari 2010 | Lars Løkke Rasmussen (2009–2011) | L.L. Rasmussen I                    | Minister van Economische Zaken |                                |
|                                  | Brian Mikkelsen                  | Brian Mikkelsen (1966)           | 23 februari 2010  | 3 oktober 2011   | Lars Løkke Rasmussen (2009–2011) | L.L. Rasmussen I                    | DKF                            | Minister van Economische Zaken |
|                                  | Ole Sohn                         | Ole Sohn (1954)                  | 3 oktober 2011    | 16 oktober 2012  | SF                               | Helle Thorning- Schmidt (2011–2015) | Thorning- Schmidt I            |                                |
|                                  | Annette Vilhelmsen               | Annette Vilhelmsen (1959)        | 16 oktober 2012   | 10 augustus 2013 | SF                               | Helle Thorning- Schmidt (2011–2015) | Thorning- Schmidt I            |                                |
|                                  | Henrik Sass Larsen               | Henrik Sass Larsen (1966)        | 10 augustus 2013  | 28 juni 2015     | SD                               | Helle Thorning- Schmidt (2011–2015) | Thorning- Schmidt I            |                                |
| SD                               | Henrik Sass Larsen               | Henrik Sass Larsen (1966)        | 10 augustus 2013  | 28 juni 2015     | Thorning- Schmidt II             | Helle Thorning- Schmidt (2011–2015) |                                |                                |
|                                  | Troels Lund Poulsen              | Troels Lund Poulsen (1976)       | 28 juni 2015      | 28 november 2016 | VDL                              | Lars Løkke Rasmussen (2015–2019)    | L.L. Rasmussen II              |                                |
|                                  | Brian Mikkelsen                  | Brian Mikkelsen (1966)           | 28 november 2016  | 20 juni 2018     | DKF                              | Lars Løkke Rasmussen (2015–2019)    | L.L. Rasmussen III             |                                |
|                                  | Rasmus Jarlov                    | Rasmus Jarlov (1977)             | 20 juni 2018      | 27 juni 2019     | DKF                              | Lars Løkke Rasmussen (2015–2019)    | L.L. Rasmussen III             |                                |
|                                  | Simon Kollerup                   | Simon Kollerup (1986)            | 27 juni 2019      | 15 december 2022 | SD                               | Mette Frederiksen (2019–heden)      | Frederiksen I                  |                                |
|                                  | Morten Bødskov                   | Morten Bødskov (1970)            | 15 december 2022  | heden            | SD                               | Mette Frederiksen (2019–heden)      | Frederiksen II                 |                                |